# チャーリー西村
チャーリー 西村（チャーリー・にしむら、本名：西村 聡一、1975年7月19日 - ）は、日本のサイエンスエンターテイナーである。

## 来歴
岡山県岡山市に生まれる。その後、静岡県浜松市、大阪府、再び岡山県、再び大阪府、東京都と、小学生から中学生の時は引っ越しの多い子供時代を過ごした。
高校は東京都立田園調布高等学校に進む。軟式テニスと喫茶店でのアルバイトに打ち込んだ高校生時代を過ごした。1994年、東京理科大学理学部第二部化学科に入学。軟式テニス部に所属し、昼は学生課で見つけた東京大学医学部の研究助手の仕事に就いた。また、大学生のうちに楽器をマスターしたいと考え、ヴァイオリンの演奏を始めた。
対人関係から授業、テニス、仕事を一時放棄したが、その後に学生課で科学技術館の実験助手の求人を見つけ採用された。ここで、米村でんじろうと出会い、チャーリー西村としてのキャリアが始まった。
1996年5月に米村を追ったドキュメンタリー番組「おれは日本のガリレオだ！？」がNHKで放映されると、各地の学校や科学館からの講演依頼が米村のもとに殺到した。西村は、スケジュール管理、金額交渉、実験機材準備、予備実験、舞台演出まで担い多忙を極めるようになった。
1998年、米村が「米村でんじろうサイエンスプロダクション」を立ち上げたが、これに参加。また仕事の比率が高まり、大学を中退することになった。のちに再入学して2003年に卒業した。
2000年1月、台湾で開催された「国際幼児教育学術研修会」に初の海外客員講師として招待をうけた。また、アメリカ、中国、インド、サウジアラビアなどでも海外講演を行った実績がある。
2008年に「米村でんじろうサイエンスプロダクション」からサイエンスキット等の開発および販売管理を専門に扱う「サイエンスエンタテイメント」を設立し、代表取締役に就任した。

## 受賞
- 第5回「サイエンス展示・実験ショーアイディアコンテスト」日本科学未来館館長賞

「静電気のおもしろ不思議実験」

## 著書
- 『えほんかがくかん くうきがみえるまほうのはこ』シーエムシー、2010年。ISBN 978-4-78130242-3。
- 『わくわくどきどきじっけんしつ』シーエムシー出版、2006年。ISBN 9784781302430。
- 『科学マジック　サイエンスエンターテイメント』ワニブックス、2006年。ISBN 978-4-84701678-3。

## 外部サイト
- 米村でんじろうサイエンスプロダクション
- サイエンスエンタテイメント